# Светличище
Светличище (бел. Святлі́чышча) — деревня в Полоцком районе Витебской области Белоруссии. В составе Горянского сельсовета.

## География
Расположена восточнее города Полоцка приблизительно в 25 км от города недалеко от дороги Полоцк-Витебск.

## История
По данным Национального архива Республики Беларусь до Великой Отечественной войны в Светличище было 76 домов и 373 жителей, к июню 1944 года осталось только 2 дома. Деревня освобождена от немецкой оккупации частями Красной Армии (1-й Прибалтийский фронт) в конце июня 1944 года в ходе Полоцкой наступательной операции.
Население на 01.01.2015 (фактически проживало) — 27 человек. Количество домов на 01.01.2015 — 22 дома.
Ранее в деревне функционировали молочно-товарная ферма, магазин, клуб, ещё ранее — школа.

## Население
- 2019 год — 18 человек (перепись населения)

## Экономика
Деревня находится на территории филиала «Горяны-Агро» ОАО «Полоцкий комбинат хлебопродуктов».

## Планировка
Светличище условно разделено на три части: Центральная, «Щербаи» и «Прычапилаука» (сохранено белорусское произношение).
Планировка деревни имеет сложное расположение: центральная часть расположена в прямоугольнике дорог, от которого исходят диагонально четыре дороги, и таким образом в противоположных частях от данного прямоугольника образуются вышеуказанные части деревни «Щербаи» (в западной части) и «Прычапилаука» (в восточной части).
Все дома — одноэтажные, как правило, бревенчатые.